# بندر نیویورک

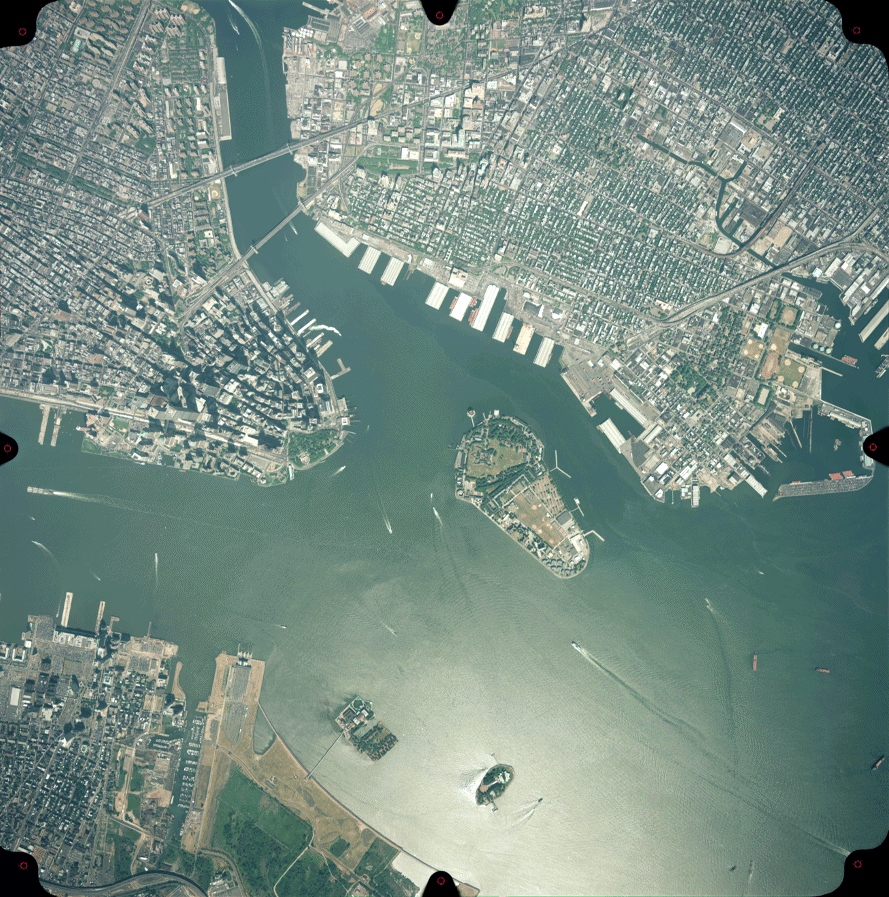
خلیج بالای نیویورک در دهانه رود هادسون (سمت چپ تصویر)

بندر نیویورک (به انگلیسی: New York Harbor) یکی از بزرگ‌ترین بنادر طبیعی جهان است که در شهر نیویورک واقع شده است. مجسمه آزادی در این بندر و در دهانه رودخانه هادسون قرار دارد.